# Teotihuacán (historische stad)

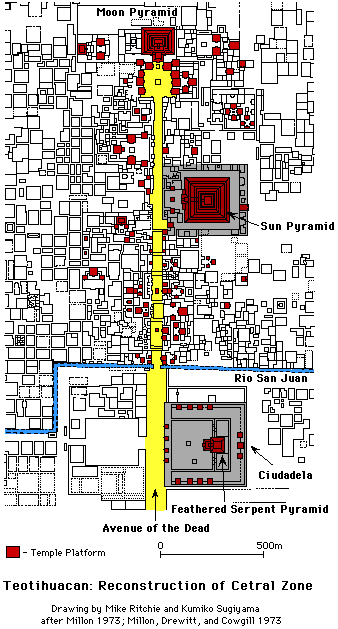
Plattegrond met bovenin in het noorden de piramide van de maan, de gele route is de 'Weg van de Doden', met rechts in het midden de Piramide van de Zon en onderin de 'Citadel' met daarbinnen de Piramide van Quetzalcoatl, de Gevederde Slang. De as van het complex is niet exact op het Noorden gericht, zoals lijkt op de afbeelding, maar 15°30′ Noord-Oost

Teotihuacan (Spaans: Teotihuacán, spreek uit: teotiwakán, Stad van de Goden of Plaats waar god werd geschapen) was een stad in het Dal van Mexico, in de huidige deelstaat Mexico, waar nu slechts ruïnes van overgebleven zijn. De stad was de hoofdstad van Quetzalcoatl en werd voorgesteld als de geboorteplaats van de Vijfde Zon. De stad heeft van ongeveer 500 v.Chr. tot 750 na Chr. bestaan en had op haar hoogtepunt zo'n 125.000 inwoners.
De centrale 'Weg der Doden' werd in de 1e eeuw aangelegd, de Zonne- en Maanpiramide liggen aan deze weg. De oudste religieuze gebouwen dateren 'wellicht' van 100 of 200 v. Chr. 
Op de vraag wat de betekenis is van de grote piramiden en wegen is tot nog toe geen 'werkelijk overtuigend' antwoord gegeven. De identiteit van het ingenieuze volk dat Teotihuacan bouwde is een mysterie. De hiërogliefen op de muren zijn niet ontcijferd. Ook is het een raadsel waarom de stad verlaten werd.
Teotihuacan ligt vlak bij de huidige plaats Teotihuacán de Arista. Sinds 1987 staat het op de lijst van Werelderfgoed.

## Geschiedenis

### Begin
In het begin van haar ontwikkeling in het dal van Mexico is de macht verdeeld over vele hoofdmanschappen in de regio. Twee steden ontwikkelen zich tot de regionale centra, Teotihuacan in het oosten en Cuicuilco in het westen. Maar ook Tlatilco en Tlapacoya waren bloeiende ceremoniële centra. De oudste resten van een neolithisch dorp in het gebied van Teotihuacán dateren van 500 v. Chr. De oudste gebouwen uit Teotihuacán dateren van 200 v.Chr. Cuicuilco is in 200 v. Chr. door een vulkaanuitbarsting van de vulkaan Xitle begraven. Rond 100 v.Chr., na de toevloed van immigranten uit Cuicuilco, is de macht geheel bij Teotihuacan gecentreerd.

### Bloei
Tussen de eerste en de vijfde eeuw na Christus was de stad op haar hoogtepunt, en de meeste grote monumenten stammen uit deze tijd. Volgens Longhena was de metropool Teotihuacan tussen 250 en 650 op haar hoogtepunt, met een oppervlakte van 22 vierkante km en een bewonersaantal van 75.000 tot 200.000 mensen. De indeling van de stad was zorgvuldig gepland, zelfs de rivier die door de stad stroomde was omgelegd om in het ruitpatroon te passen. Teotihuacán was de invloedrijkste stad van Meso-Amerika, Teotihuacaanse artefacten of artefacten met Teotihuacaanse invloed zijn tot in Sonora en Honduras gevonden. Desalniettemin ontbreken militaire structuren vrijwel geheel in Teotihuacán, waardoor haar dominantie waarschijnlijk eerder cultureel dan politiek was.
De Teotihuacanen hebben voor zover bekend geen geschreven bronnen nagelaten, waardoor alle informatie die we over de stad hebben afkomstig is van de archeologie en kronieken van de Maya. In Teotihuacan zijn meerdere wijken bekend die bewoond werden door buitenlanders, voornamelijk Maya en Zapoteken. Uit de Mayakronieken is ook de naam van de enige heerser van Teotihuacan waarvan de naam bekend is overgeleverd. Het gaat hier om Speerwerper Uil, die aan het eind van de 4e eeuw regeerde, en verschillende familieleden op de troon bracht in Mayastadstaten.
Rond 500 telde Teotihuacán 200.000 inwoners en besloeg de stad een oppervlakte van 25 km², wat haar groter maakte dan het keizerlijke Rome. De stad telde ongeveer zeshonderd piramides en honderd paleizen voor priesters en hoogwaardigheidsbekleders. Zij domineerde de vallei van Mexico, Puebla, Tlaxcala en Hidalgo, waar de Teotihuacaanse cultuur overheerste, maar ook elders ondergingen plaatselijke culturen haar invloed en ontstonden er culturele mengvormen.

### Verval
In de zesde eeuw zette het verval van Teotihuacan in. Rond 650 werd Teotihuacan in brand gestoken en verwoest, 'wellicht na een invasie van onbekende volken of om redenen die ons onbekend zijn.' Bewoners vluchtten naar Azapozalco. In 750 was de stad verlaten. De oorzaken hiervan zijn niet geheel zeker. Waarschijnlijk heeft een klimaatverandering eraan bijgedragen, en is het laatste zetje gegeven door invallen van nomaden uit het noorden, vermoedelijk de voorouders van de Tolteken. Rond 900 was Teotihuacán definitief verlaten. Na de val van Teotihuacan ontstond een machtsvacuüm dat uiteindelijk werd opgevuld door Xochicalco.

### Latere geschiedenis
De naam Teotihuacán werd pas eeuwen later gegeven door de Azteken. In het Nahuatl, de taal van de Azteken, betekent het "plaats waar men god wordt" of eventueel "verzamelplaats der goden". De oorspronkelijke naam - zoals de toenmalige bewoners er aan gegeven hadden - is niet bekend. Voor de Azteken was Teotihuacán de plek waar de 'Vijfde Zon' werd geschapen. Ook zou er het complete pantheon aan Azteekse goden zijn geboren. Volgens de Florentijnse codex van Bernardino de Sahagún vestigden de Azteken in Teotihuacán hun eerste heilige centrum na hun lange tocht uit het noorden, waar ze Aztlan wegens zware droogte hadden verlaten. De Azteken offerden er aan de goden, begroeven hun leiders en richtten boven hun graven piramiden op. Volgens een andere Azteekse legende waren de Zonne- en Maanpiramide de aarden heuvels, waarop de goden Tecciztecatl en Nanahuatzin boete deden, voordat ze zich in de vlammen offerden.
De Teotihuacanen hadden mogelijk wel een schrift, maar daar is niets van overgebleven. Na de val zijn delen van de stad een paar eeuwen lang tijdelijk bewoond geweest door rondtrekkende nomaden of krakers. De Azteken hadden grote eerbied voor Teotihuacan, en zij geloofden dat de stad door goden is gebouwd. Teotihuacan werd een pelgrimsoord voor de Azteken.
Teotihuacan was bij de Spanjaarden bekend. De eerste archeologen die Teotihuacan in de 19e eeuw onderzochten identificeerden het met de Tolteekse hoofdstad Tollan. Recenter onderzoek wijst echter uit dat Tollan (Tula de Allende) in de staat Hidalgo is geweest.

## De stad
Teotihuacan was een stad waarin de grote bouwwerken allemaal een duidelijke eigen plaats hadden. Wie er in de stad woonde en hoe de inwoners leefden is tot op de dag van vandaag grotendeels een mysterie. Verschillende Mexicaanse indianenstammen claimen dat zij afstammelingen zijn van de inwoners. Sommigen vermoeden dat de bouwers van de stad een afspiegeling van het universum op aarde wilden maken. Volgens Stansbury Hagar van het Department of Ethnology van het Brooklyn Institute of the Arts and Sciences, zou de Weg van de Doden de Melkweg verbeelden en volgens Hugh Harleston Jr, een Amerikaanse ingenieur, die Hagars theorie uitwerkte, gaven de piramiden planeten weer. De namen van de weg en de piramiden hadden de Spanjaarden aan de Azteken te danken, maar ze verzonnen zelf de naam 'Citadel', want daaraan hadden de indianen geen naam gegeven.

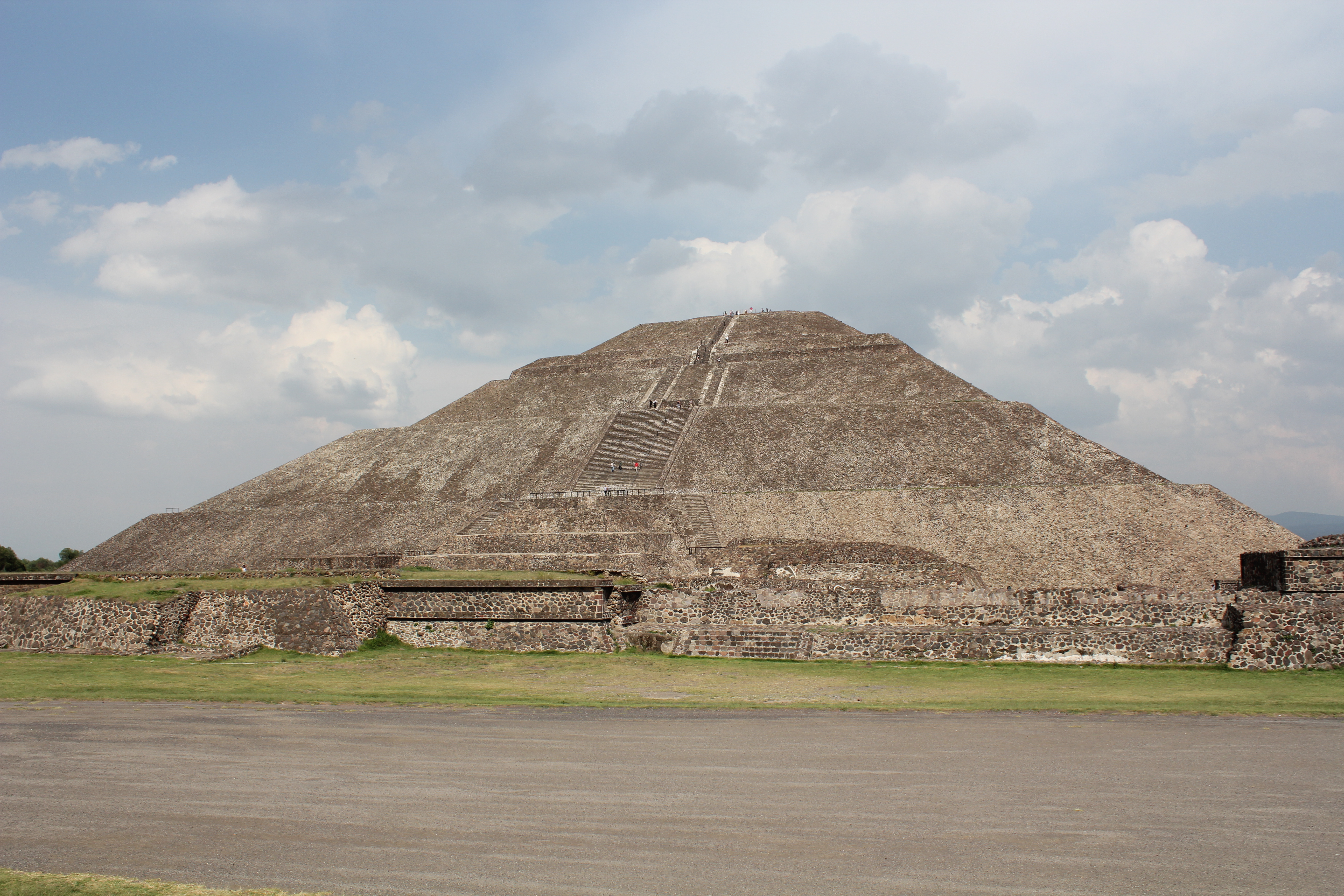
Zonnepiramide

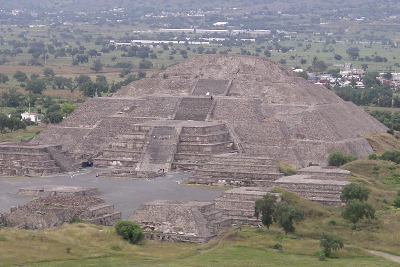
Maanpiramide

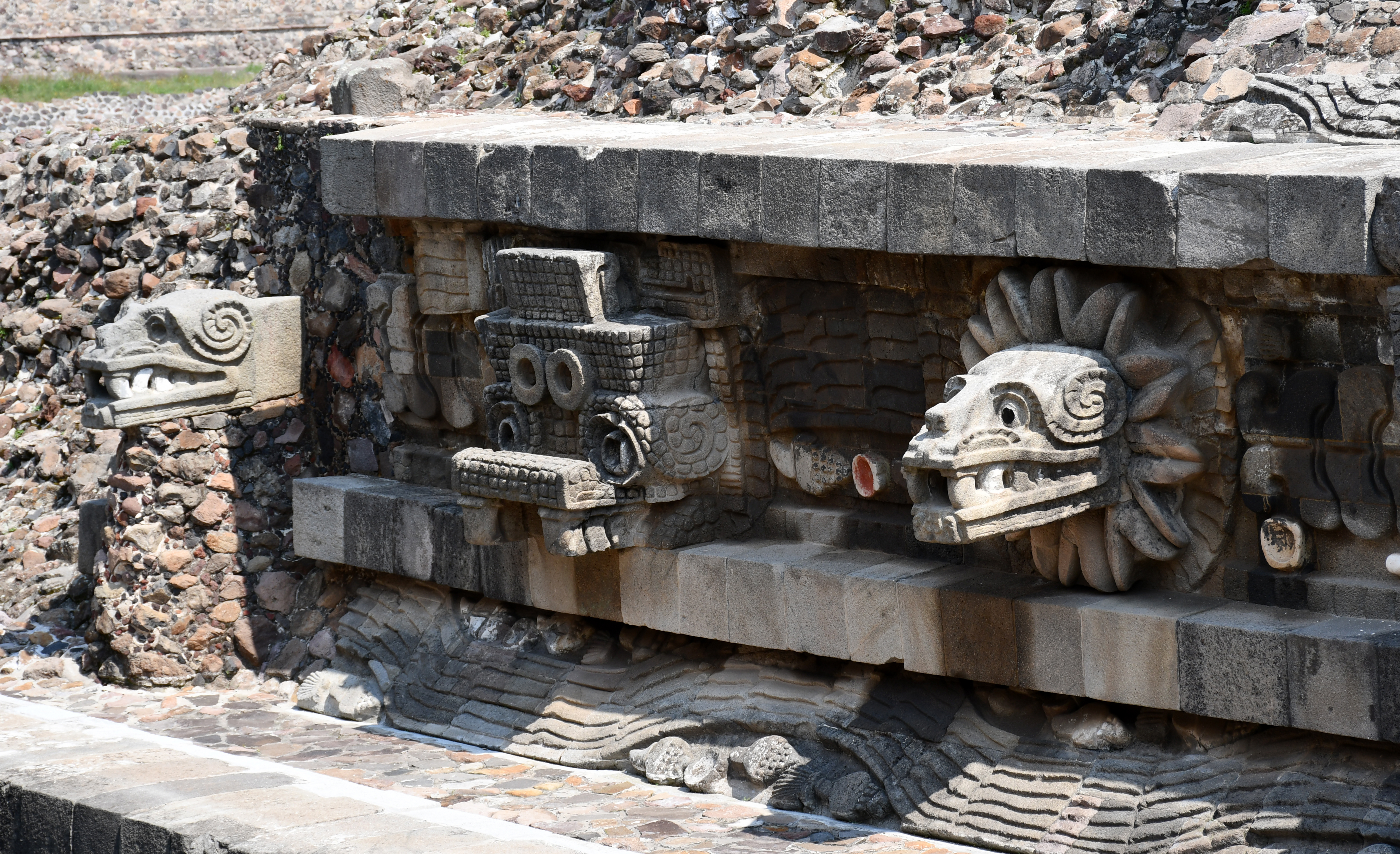
Detail van de Piramide van Quetzalcoatl

Beroemde overblijfselen binnen deze metropool zijn de tweelingtempels de zonnepiramide en de maanpiramide en de tempels van Quetzalcoatl en Tlaloc. 
- De centrale avenue van noord naar zuid, die door de stad loopt wordt de Laan van de Dood, Laan van de Doden of Weg der Doden genoemd, aangelegd in de 1e eeuw. De weg is ongeveer 4 km lang en 45 meter breed. Langs de Weg der Doden werden de Zonne- en Maanpiramiden gebouwd. Een tweede weg loopt van oost naar west. Begin 2e eeuw verrezen er nieuwe bouwwerken langs deze wegen. De kruising van de wegen verdeelde de stad in vier wijken.

Volgens ingenieur Alfred E. Schlemmer ging het helemaal niet om een weg, maar om een rij met elkaar verbonden waterreservoirs. Dat verklaart de muren op regelmatige afstand van elkaar en wat over is gebleven van sluizen. De piramide van de maan ligt 100 voet hoger dan de Citadel en zo zou water van noord naar zuid hebben kunnen stromen. Volgens professor Rene Millon van de universiteit van Rochester, die het Teotihuacan Mapping Project leidde, gefinancierd door de National Science Foundation had de oude stad kanalen en waterwegen verbonden met het Texcocomeer.
- Op de plaats van de zonnepiramide (ca. 225 v. Chr.), het grootste bouwwerk van Teotihuacán, 65 meter hoog, 'bevond zich een grot waarin blijkbaar grondwater stroomde, wat ongetwijfeld verband hield met een bepaalde vruchtbaarheidscultus.' Alleen de piramide van Cholula is in Midden-Amerika groter. Een heiligdom bovenop de zonnepiramide is vergaan. 'Onder de basis loopt een soort tunnel die verdeeld is in kleine ruimten'. Volgens sommige onderzoekers hebben deze grotten te maken met Chicomoztoc (plaats van de zeven grotten), de legendarische oorsprong van de Azteken. De piramide is georiënteerd 'op de baan van de zon van zonsopgang tot zonsondergang, de equinoxen en het punt aan de hemel waar de Plejaden (Zevengesternte) opkomen.'

In het eerste decennium van de 20e eeuw haalde 'restaurateur' Leopoldo Bartres onder dictator Porfirio Diaz de buitenste laag van de gehele noord-, oost- en zuidkant weg om die daarna opnieuw vorm te geven. Bartres vond een dikke, grote plaat mica tussen twee bovenlagen van de piramide van de zon en verkocht deze.
De 'Mica tempel' ligt rond een patio ca. 1000 voet ten zuiden van de westzijde van de piramide van de zon. Onder de vloer van zware rotsplaten vonden archeologen twee grote platen mica, op elkaar, 90 voet in het vierkant. Dit type mica komt alleen in Brazilië voor, zo'n 2000 mijl van Teotihuacan vandaan. Het is niet bekend wat de functie van de aanwezigheid van mica is geweest.
- Het 'Paleis van de Zon' en 'Paleis van de Priester' liggen bij de Zonnepiramide. Aan de overkant van de Weg der Doden bevindt zich de 'Patio van de Vier Tempels'.

- De maanpiramide (ca. 150 v. Chr.) staat aan het noordelijke uiteinde van de Weg der Doden, bestaat uit vier opeen geplaatste delen en heeft enkele ondergrondse tunnels en ruimten. Aan de westzijde van het 'Plein van de Maan' zijn verschillende belangrijke bouwwerken, waaronder het 'Paleis van Quetzalpapalotl' (gevederde vlinder).

- Plein van de Maan met er om heen het 'gebouw van de Altaren' en het 'Paleis van Quetzalpapalotl'
- De Citadel

- Rond 200 werd binnen de Citadel de 'Piramide van Quetzalcóatl' gebouwd. De sculpturen op de piramide staan in verband met de 'cultus van de Gevederde Slang', die later door de Tolteken werd overgenomen. In 2013 werden verborgen kamers ontdekt in de tempel van de Gevederde Slang (Quetzalcoatl).[11]

- 'Gran Conjunto'
- 'Vikingengroep'

Rondom dit religieus-politieke centrum lagen uitgebreide woonwijken en wijken bestaande uit werkplaatsen.

## Tunnels ontdekt
Er werd in 2003 een tunnel ontdekt onder de Piramide van Quetzalcoatl en later ook onder de Piramide van de Maan.
De Mexicaanse archeoloog Sergio Gómez Chávez ontdekte de tunnel onder de Piramide van Quetzalcoatl. De tunnel wordt beschouwd als het opnieuw vormgeven van de onderwereld, een van de drie afdelingen van de kosmos. Er zijn duizenden schatten gevonden, rituele offers aan de goden, waaronder 'krokodillentanden' van groensteen, kristallen ogen en beeldjes van jaguars. Er was ook een miniatuur berglandschap, 17 meter onder de grond, met kleine poelen van vloeibaar kwik als meren. De muren van de tunnel waren geïmpregneerd met poedervormig pyriet, met het effect dat het voor de beschouwer leek onder de sterrenhemel te staan. De tunnel eindigde in drie kamers. Vier groenstenen beeldjes in hun originele posities, stonden te staren naar de as waar de drie sferen van het universum zouden samenkomen. Ze zijn de stichter sjamanen van Teotihuacán, die de pelgrims naar de heilige plaats leidden. De lekkageplekken op de muren geven aan dat de plaza erboven opzettelijk onder water kon worden gezet, zodat de piramiden uit het oerwater leken op te rijzen, zoals in de scheppingsmythe werd beschreven.

## Galerij

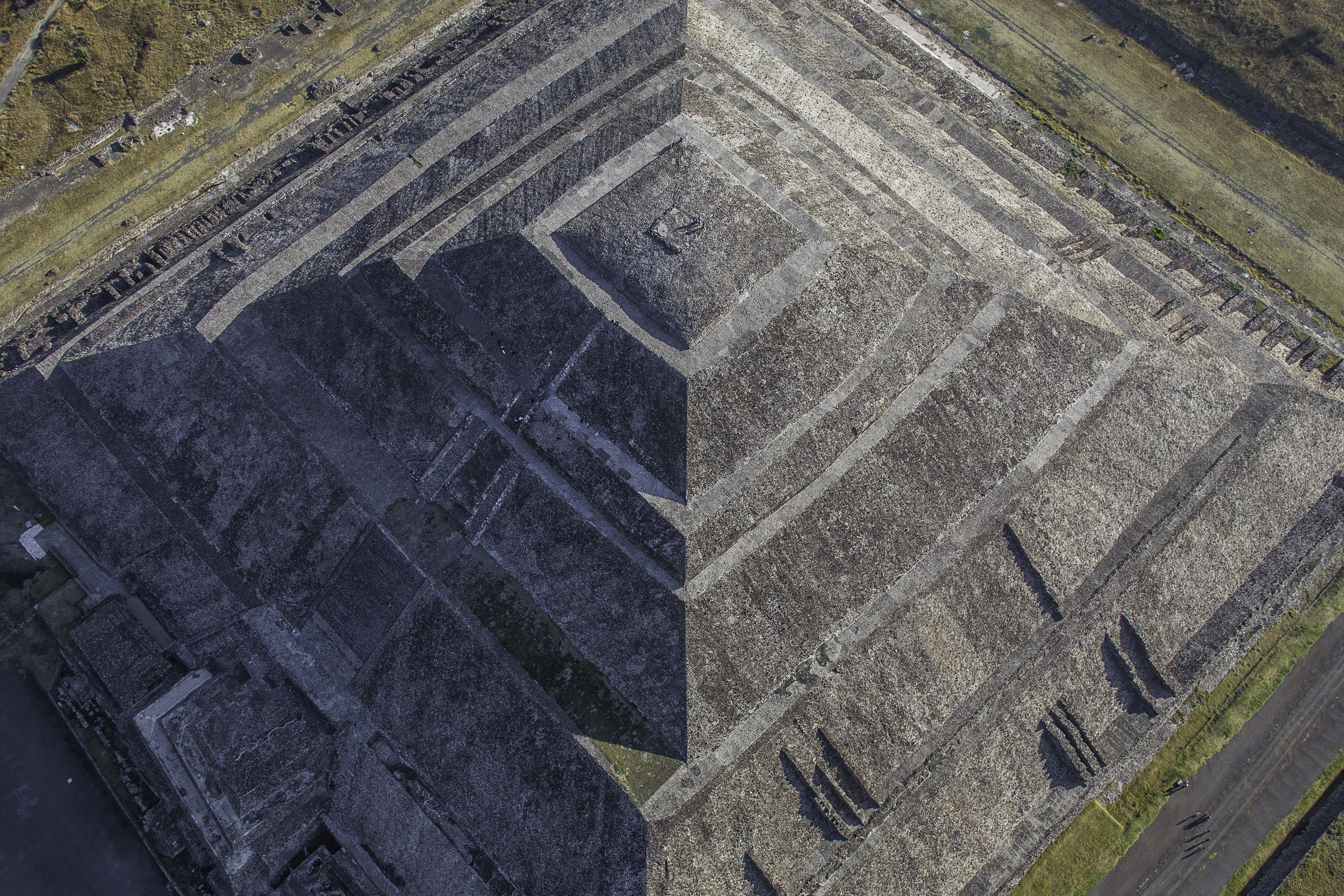
Zonnepiramide van boven gezien
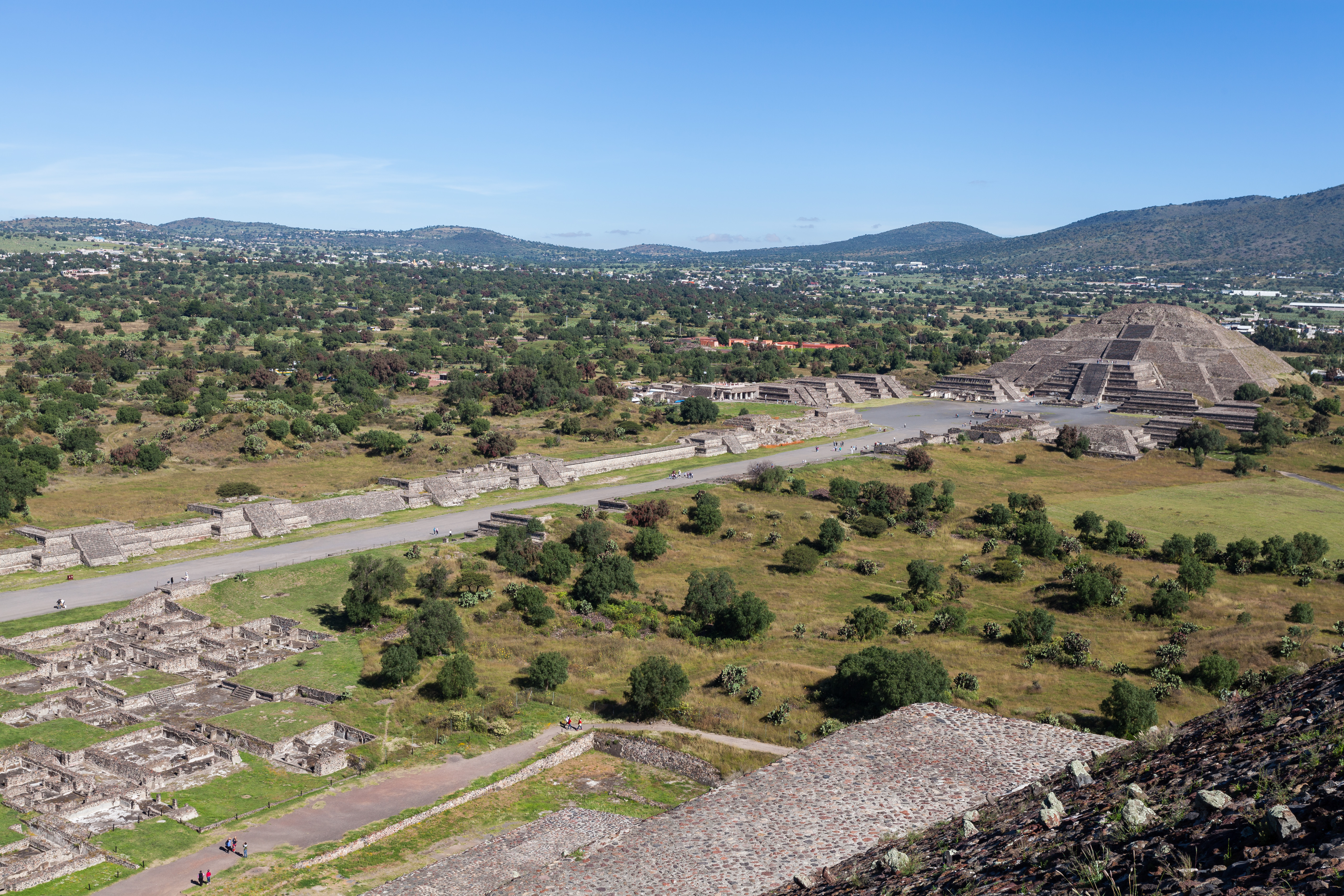
De laan van de doden en de Maanpiramide
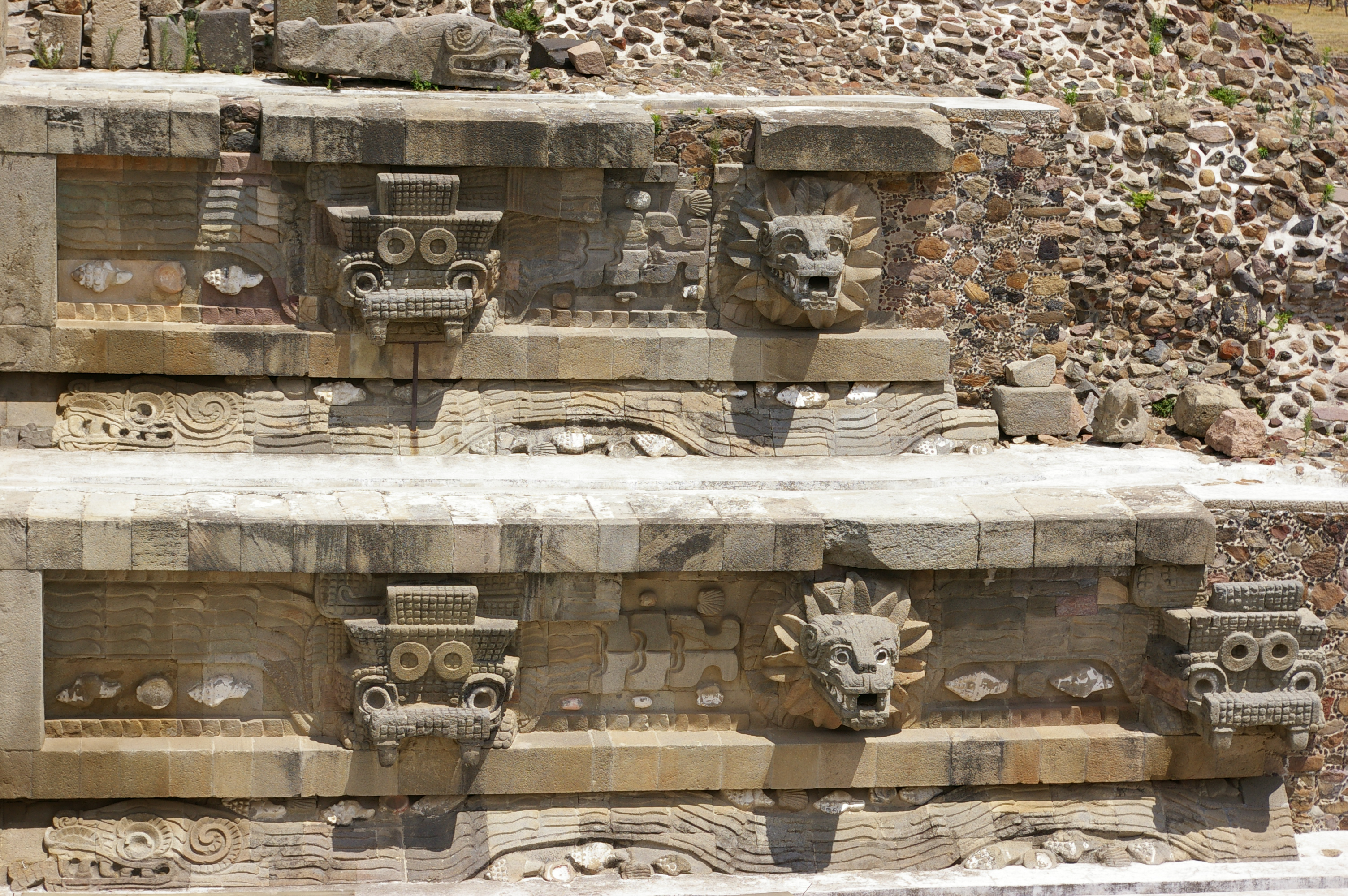
Piramide van Quetzalcóatl
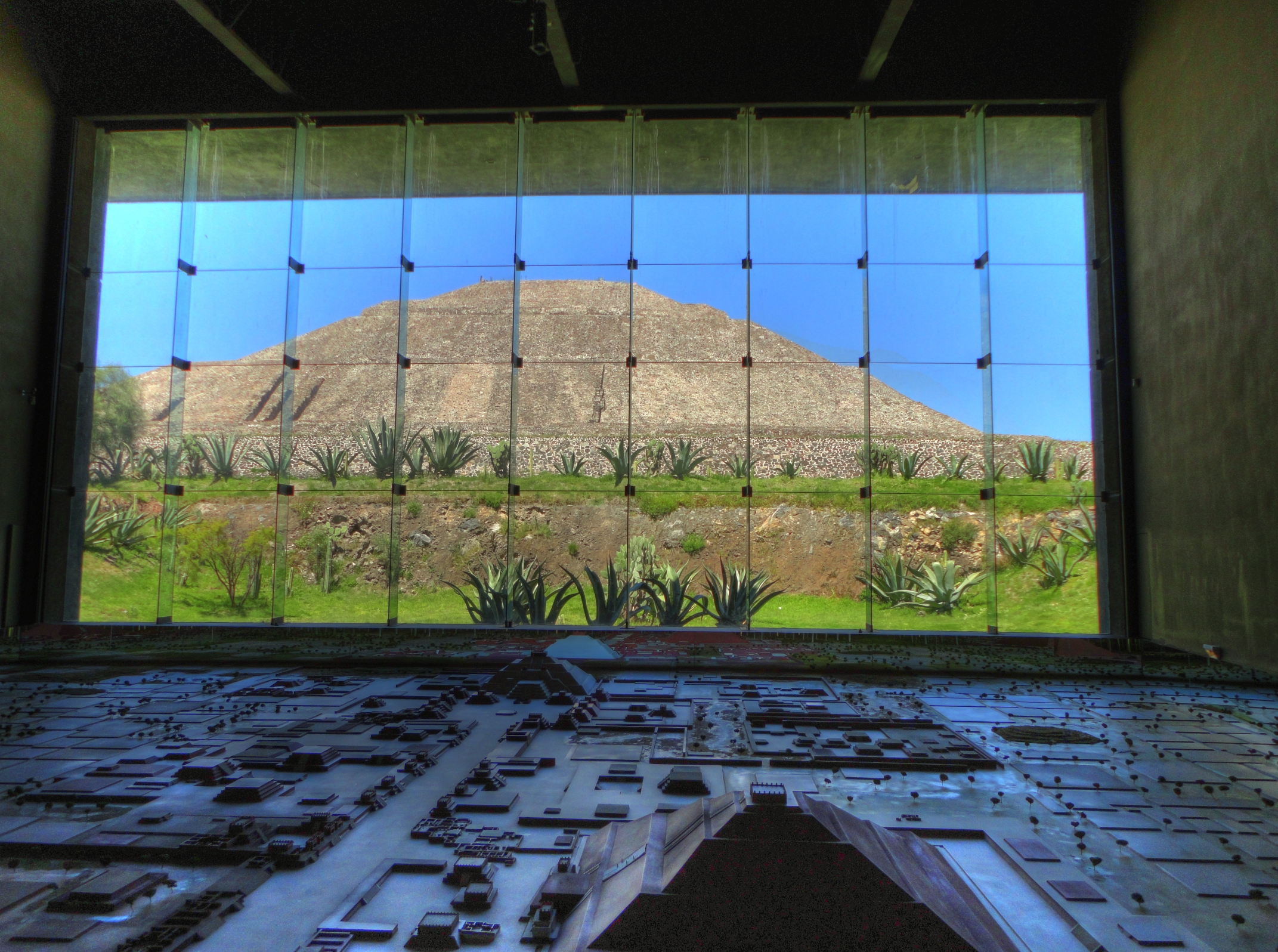
Zonnepiramide en de Teotihuacán Diorama in het museum
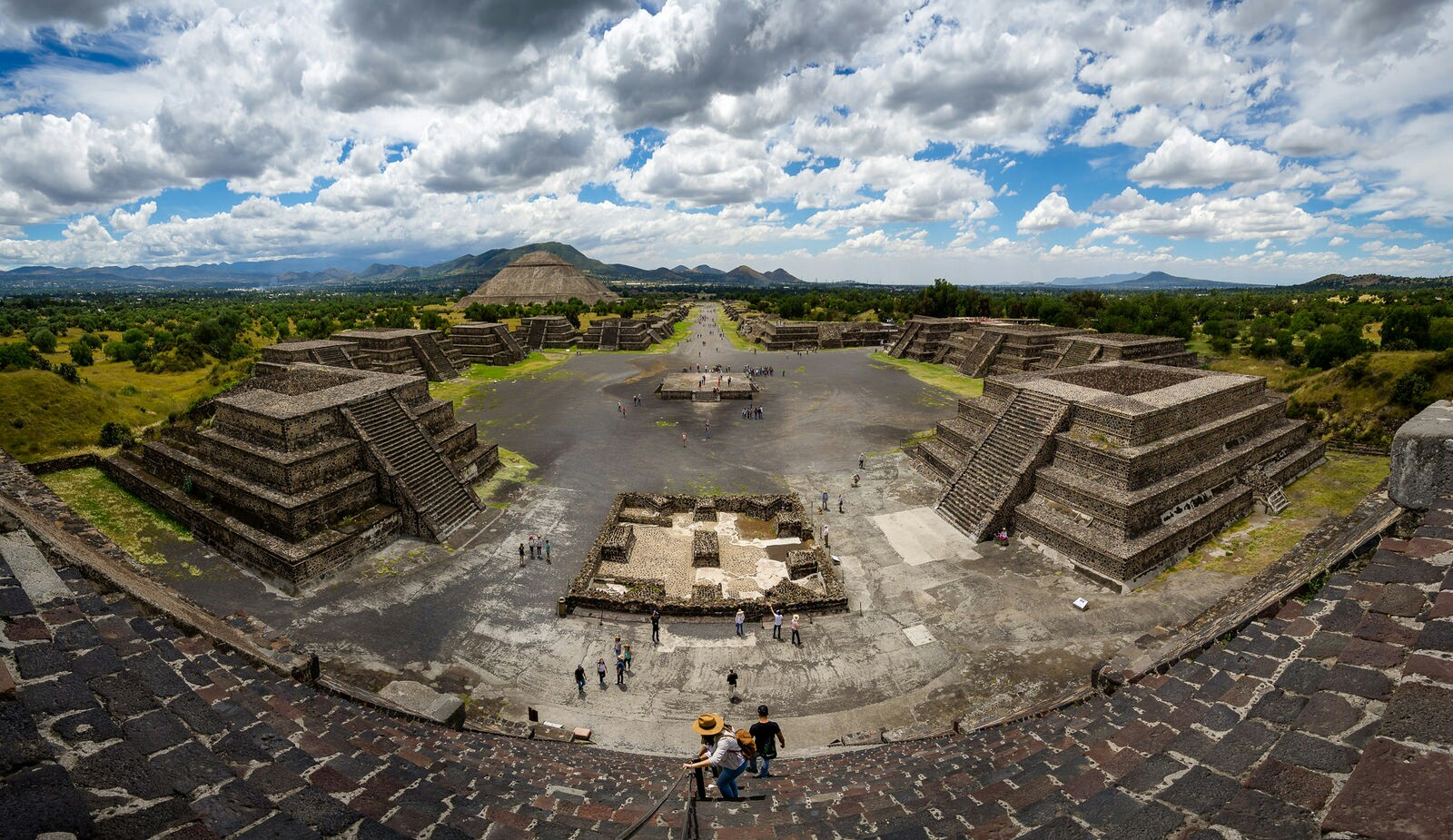
Panorama gezien vanaf de Maanpiramide
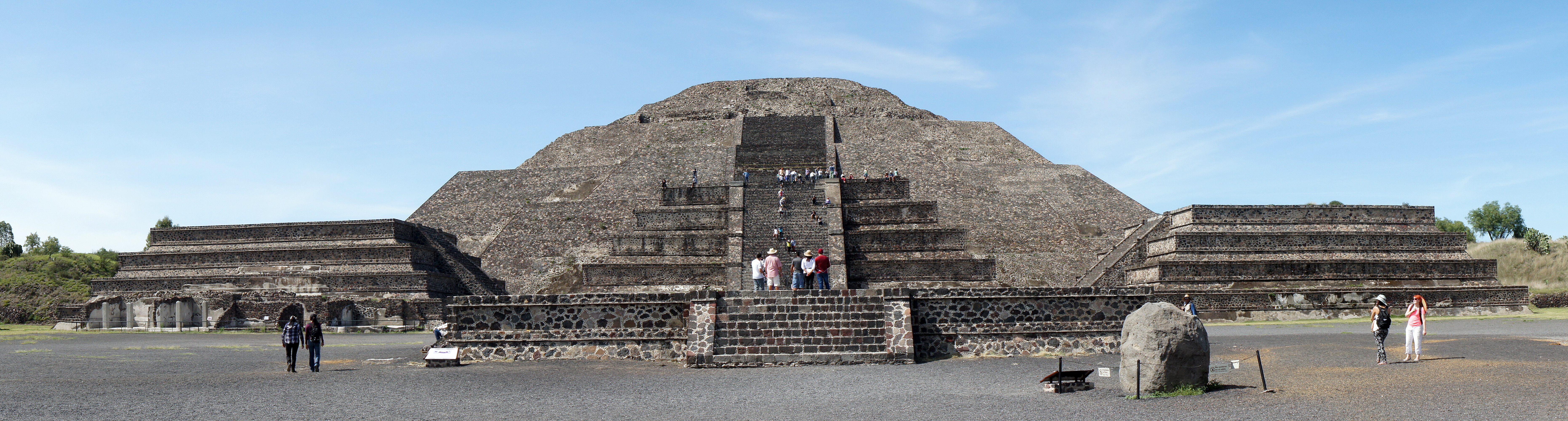
Panorama aan de voet van de Maanpiramide